# Hit and Miss
Hit and Miss es una miniserie de televisión británica de 2012, creada por Paul Abbott y transmitida por Sky Atlantic. Está protagonizada por Chloë Sevigny como una asesina a sueldo transgénero quien descubre que tiene un hijo con su examante. Lucha entre cuidar de su nueva familia y mantener su trabajo como asesina.
Los seis episodios fueron escritos por Sean Conway, y es la primera serie dramática original de Sky Atlantic. Se estrenó el 22 de mayo de 2012 en Reino Unido.
El 4 de septiembre de 2012, el sitio web TVWise publicó un rumor de que Sky Atlantic había cancelado Hit and Miss. Más tarde, la cadena se puso en contacto con TVWise y declaró que la serie se encargó como un drama autónomo, lo que implica que la renovación nunca fue una opción.

## Argumento
Mia, una mujer transgénero en proceso de operación, es una asesina a sueldo. Luego de varios años recibe noticias de su exnovia, Wendy: está muriendo de cáncer. Mia se entera de que tuvieron un hijo en común, Ryan, a quien Wendy dejó bajo su tuición, en conjunto de sus tres medios hermanos, quienes viven en una granja rural en Yorkshire. Mientras continúa como asesina a sueldo, Mia debe aprender a lidiar su trabajo con su nuevo rol de tutora.

## Reparto
- Chloë Sevigny como Mia - mujer transgénero y asesina a sueldo
- Peter Wight como Eddie - jefe de Mia, criminal profesional en Mánchester
- Jonas Armstrong como Ben - pretendiente de Mia
- Vincent Regan como John - propietario de la granja donde vive la familia
- Ben Crompton como Liam - hermano de Wendy
- Karla Crome como Riley - hija de Wendy e hija adoptiva de Mia
- Reece Noi como Levi - hijo de Wendy e hijo adoptivo de Mia
- Jorden Bennie como Ryan - hijo de Wendy y Mia
- Roma Christensen como Leonie - hija de Wendy e hija adoptiva de Mia

## Producción
Hit and Miss se encargó como una de las primeras series originales de Sky Atlantic cuando el canal se lanzó en febrero de 2011. El creador de la serie, Paul Abbott, dijo que el programa combinó ideas separadas para dos series que no deberían encajar automáticamente. Dijo que había dos proyectos en su escritorio: uno sobre una madre transexual de cinco hijos —que había abordado previamente en Mrs In-Betweeny—, y el otro sobre un sicario. Estaba teniendo dificultades para desarrollar el primero porque el pene se convirtió en un elemento obstructivo; parecía que eso era todo de lo que hablar. En cambio, decidió combinar ambos. Abbott le pasó la idea al escritor Sean Conway, cuya investigación para la serie involucró extrañas listas de Google que detallan cambios de sexo y pistolas. Abbott esperaba que Sky Atlantic se resistiera a encargar la serie, pero se sorprendió por la mentalidad abierta del canal.
En 2011 los agentes de Sevigny le enviaron el guion para que lo considerara y ella aceptó la oferta de inmediato. Si bien estaba impresionada, también le preocupaba la reacción de la comunidad transgénero. La productora ejecutiva, Nicola Shindler, dijo que se consideró a un actor transgénero para el papel, pero al final queríamos a quien actuara mejor. Para prepararse para su papel, Sevigny leyó notas médicas sobre procedimientos quirúrgicos y tratamientos hormonales, además de autobiografías de personas que habían hecho la transición, al tiempo que perfeccionaba un acento irlandés (Sevigny es estadounidense). Tuvo que usar un pene protésico, algo que la incomodaba: Yo lloraba cada vez que me la ponían. Siempre me he sentido muy cómoda siendo una chica, por lo que era difícil entender el hecho de que alguien pudiera sentirse tan incómodo en su propia piel.
La serie fue filmada en Mánchester. Sevigny comparó la experiencia con hacer una pequeña película independiente de bajo presupuesto durante cinco meses, lo que puede ser difícil. Algunas escenas contienen desnudez frontal total de Sevigny (con prótesis genitales masculinas) que se consideraron necesarias e integrales con la historia.
Según Conway, antes del estreno de la serie, Sky Atlantic «parecía interesado» en encargar una segunda temporada. Sevigny mencionó en una entrevista: Los otros actores fueron seleccionados para otra temporada. Curiosamente, yo era la única que no lo estaba. Supongo sabían que no podrían ficharme si tuviera que firmar por varias temporadas... Me gustaría ver qué harían con la historia [en la segunda temporada], adónde irían los personajes. Realmente disfruté interpretar ese rol.
El 4 de septiembre de 2012, se informó que Sky Atlantic había cancelado Hit and Miss, y Sky Atlantic afirmó que, contrariamente a otras noticias que citan a Sevigny y Conway hablando de una posible segunda temporada, Hit and Miss siempre fue concebido como un «drama autónomo».

## Episodios
| N.º | Título            | Dirigido por     | Escrito por | Fecha de emisión original |
| --- | ----------------- | ---------------- | ----------- | ------------------------- |
| 1 | «Episodio uno»    | Hettie Macdonald | Sean Conway | 22 de mayo de 2012        |
| A Mia se le informa que tuvo un hijo de once años con su examante, Wendy, quien muere de cáncer. Siendo nombrada tutora del niño y de los otros hijos de Wendy. Se encuentra con ellos en su pequeña granja e intenta asumir su nuevo rol parental, pero es recibida con hostilidad. Tampoco se lleva bien con el propietario, John, y lo ataca cuando llega a cobrar el alquiler. |                   |                  |             |                           |
| 2 | «Episodio dos»    | Hettie Macdonald | Sean Conway | 29 de mayo de 2012        |
| John avisa a la familia con un mes de anticipación para que se muden de su terreno, rechazando la oferta de Mia para comprarlo. El jefe de Mia, Eddie, se ofrece a tomar la casa bajo su nombre (lo que le permite permanecer fuera del radar). Mia se acerca más a Ben. |                   |                  |             |                           |
| 3 | «Episodio tres»   | Hettie Macdonald | Sean Conway | 5 de junio de 2012        |
| Mia obliga a John a vender la propiedad a punta de pistola. Durante una misión de asesinato, Mia resulta gravemente herida cuando un coche la atropella. Se despierta en un hospital y apenas puede conducir a casa. Le revela a Ben que es transexual y él reacciona negativamente. Riley, quien ha tenido una relación sexual con John, revela que está embarazada. John insiste en que se haga un aborto. Ben se disculpa y se reconcilia con Mia. |                   |                  |             |                           |
| 4 | «Episodio cuatro» | Sheree Folkson   | Sean Conway | 12 de junio de 2012       |
| Ben está confundido acerca de su relación con Mia. Leonie es secuestrada momentáneamente por el hermano de Wendy, Liam, pero la familia comienza a aceptarlo como propio. John se enfrenta a Riley por el bebé y casi la estrangula antes de que ella use el arma de Mia para matarlo. |                   |                  |             |                           |
| 5 | «Episodio cinco»  | Sheree Folkson   | Sean Conway | 19 de junio de 2012       |
| Mia y Eddie cortan el cuerpo de John y se deshacen de los pedazos. Riley está perturbado por la terrible experiencia. Eddie le da a Mia un trabajo importante. Mia y Ben finalmente tienen relaciones sexuales, pero ella se siente destrozada al descubrir que él se estaba acostando con otra persona. Algunos niños descubren una parte del cuerpo de John junto al lago. |                   |                  |             |                           |
| 6 | «Episodio seis»   | Sheree Folkson   | Sean Conway | 26 de junio de 2012       |
| Mia se encuentra con su madre en una feria, pero es atacada por su hermano. Ella desaparece, pero Ben y Ryan la localizan con la ayuda de Eddie. Convence a su madre para que la acepte como mujer y la invita a vivir con la familia. Liam es culpable del asesinato de John. En una misión de asesinato, Mia falla en el objetivo. Esto pone a Eddie en problemas y se ve obligado a matar a Mia o ser asesinado. Mientras tanto, Ben le confiesa su amor a Mia. Eddie llega a la granja, pero antes de que pueda dispararle a Mia, Ryan le apunta con un arma. |                   |                  |             |                           |

## Emisión
Hit and Miss se estrenó en el Reino Unido el 22 de mayo de 2012 por Sky Atlantic, y tuvo un promedio de 120 000 espectadores (0.68 % cuota). En los Estados Unidos, se estrenó por Audience Network de DirecTV el 11 de julio de 2012. La serie se transmitió por ABC2 en Australia a partir del 5 de noviembre de 2012.

## Recepción
La serie ha recibido buenas críticas, la mayoría de los elogios dirigidos a la actuación de Sevigny. Tiene una puntuación en Metacritic de 72/100, basada en 16 reseñas.
Tom Sutcliffe de The Independent dio una crítica favorable del episodio de estreno, calificándolo de maravillosamente inesperado e impredecible y un debut en el drama original del que Sky Atlantic tiene todas las razones para estar orgulloso. Phil Hogan, de The Observer dijo que el episodio tiene uno o dos clichés del género, pero fue bien filmado, escrito y actuado, y no estuvo todo el día dando vueltas alrededor del punto. La crítica de Keith Watson de Metro fue mixta, diciendo que la historia central tiene un «extraño encanto» pero que el programa necesitaba una mano más sutil en el timón del humor surrealista para lograrlo. Chris Harvey, de The Daily Telegraph, criticó la improbable premisa del episodio, pero le dio una calificación de 3/5.
En Estados Unidos, Robert Lloyd de Los Angeles Times hizo una crítica positiva, diciendo que todas las actuaciones aquí son buenas —los actores jóvenes son notables— y aunque el guion a veces va justo donde uno esperaría, los personajes parecen auténticamente impredecibles. Matt Roush, del Seattle Post-Intelligencer, se mostró igualmente favorable al decir que la diversión apenas está comenzando y no puedo esperar a ver a dónde va esta historia retorcida pero extrañamente conmovedora. En contraste, Mike Hale de The New York Times criticó la serie diciendo: El problema con el nuevo programa del Sr. Abbott, al menos en sus inicios, no es la premisa sino la solemnidad con la que se aborda. Si vas a hacer una serie sobre un asesino transexual que está aprendiendo a criar una familia en una granja en ruinas, el sentido del humor sería de gran ayuda. Pero Hit and Miss es tan lenta, seria y didáctica —varias escenas involucran al hijo pequeño de Mia explorando su propia identidad sexual poniéndose un vestido y una diadema— que gran parte del espectáculo parece realizarse de puntillas, y una risita parece la respuesta apropiada.

## Premios y nominaciones
| Año  | Premio                                       | Categoría                                                  | Nominados        | Resultado |
| ---- | -------------------------------------------- | ---------------------------------------------------------- | ---------------- | --------- |
| 2012 | Premios Satellite                            | Mejor Actriz - Serie de Televisión Drama                   | Chloë Sevigny    | Nominada  |
| 2012 | Royal Television Society - North West Awards | Mejor Producción                                           | Hit and Miss     | Ganadora  |
| 2012 | Royal Television Society - North West Awards | Mejor Interpretación en Serie Individual o Serie Dramática | Chloë Sevigny    | Ganadora  |
| 2012 | Festival de La Rochelle                      | Mejor Ficción Europea                                      | Hit and Miss     | Ganadora  |
| 2013 | British Academy Television Awards            | Mejor Director – Ficción                                   | Hettie Macdonald | Nominado  |
| 2013 | GLAAD Media Awards                           | Mejor Película para Televisión o Serie Limitada            | Hit and Miss     | Nominada  |

## Distribución casera
| Temporada | Episodios | DVD/Blu-ray        | DVD/Blu-ray        | DVD/Blu-ray             |
| Temporada | Episodios | Región 1           | Región 2           | Región 4                |
| --------- | --------- | ------------------ | ------------------ | ----------------------- |
| 1         | 6         | 5 de marzo de 2013 | 2 de julio de 2012 | 12 de diciembre de 2012 |